# Ferran Arasa i Subirats
Ferran Arasa i Subirats (Tortosa, Baix Ebre, 12 de novembre de 1905 - Tortosa, 15 de juliol de 1992) fou un pintor paisatgista català.
Es va formar artísticament a Tortosa, on hi exposà per primera vegada el 1926. El 1935 participà en els Salons de Primavera, quan esclatà la guerra civil espanyola es traslladà a Mallorca. Hi ha obra seua en col·leccions particulars, al fons d'art del Centre del Comerç de Tortosa (entitat ja desapareguda i sense cap fons d'obra de cap artiste) o a la pinacoteca del Museu de Tortosa La seva obra se centra entorn del paisatge de les terres de l'Ebre, que tracta amb un extraordinari vitalisme, gairebé de caràcter expressionista. El 1986 va rebre la Creu de Sant Jordi.